# Casabella (revista)
Casabella es una revista mensual italiana de arquitectura. Fue creada en 1928 por Guido Marangoni. Desde esta fecha, la revista, desde su sede en Milán, ha sido una de las más importantes publicaciones de arquitectura en Italia y en el resto del mundo.

## Historia
La Casa bella nace en enero de 1928. La revista mensual era publicada por "Studio Editoriale Milanese" y dirigida por Guido Marangoni. A comienzos del año 1933, Giuseppe Pagano, quien trabajó en la revista junto a Edoardo Persico, asumió la dirección y cambió su nombre a Casabella, un cambio de rumbo que coincidió con la adquisición de la revista por parte de la editorial Domus. Persico se convirtió en codirector en 1935. En 1938, el nombre de la revista se cambió a «Casabella Costruzioni», y en 1940, las dos palabras se invirtieron formando así «Costruzioni-Casabella». En diciembre de 1943, la revista fue paralizada por el ministerio italiano de cultura popular. Dos años después, el editor Gianni Mazzocchi reestructuró la revista, confiándoselo a Franco Albini y Giancarlo Palanti. En 1946, se publicaron tres números de Costruzioni, incluyendo un número monográfico sobre Giuseppe Pagano. La revista fue de nuevo paralizada de 1947 a 1953, y en enero de 1954 nació Casabella-continuità, bajo la dirección de Ernesto Nathan Rogers. La revista permaneció con este título hasta enero de 1965. En esta etapa se destaca la colaboración de Gae Aulenti. Desde agosto de 1965 hasta mayo de 1970, Gian Antonio Bernasconi lideró la publicación, que recuperó su nombre de Casabella. 

## Directores
- 1928 - 1930 Guido Marangoni, crítico de arte (y ex-sindicalista revolucionario)
- 1930 - 1943 Giuseppe Pagano y Edoardo Persico
- 1955 - 1964 Ernesto Nathan Rogers
- 1970 - 1976 Alessandro Mendini
- 1977 - 1981 Tomás Maldonado
- 1981 - 1996 Vittorio Gregotti
- 1997 - Francesco Dal Co